# Tian Fang
Tian Fang (田方S, Tián FāngP; Baoding, 3 gennaio 1911 – 27 agosto 1974) è stato un attore cinese.
In occasione del centenario della nascita dell'industria cinematografica in Cina nel 2005, la China Film Performance Art Academy lo ha inserito nella lista dei "100 migliori attori in 100 anni di cinema cinese".
È stato sposato con l'attrice Yu Lan; il più giovane dei figli è il regista Tian Zhuangzhuang.